# Conus pseudaurantius
Conus pseudaurantius é uma espécie de gastrópode do gênero Conus, pertencente à família Conidae.